# Karel Postl

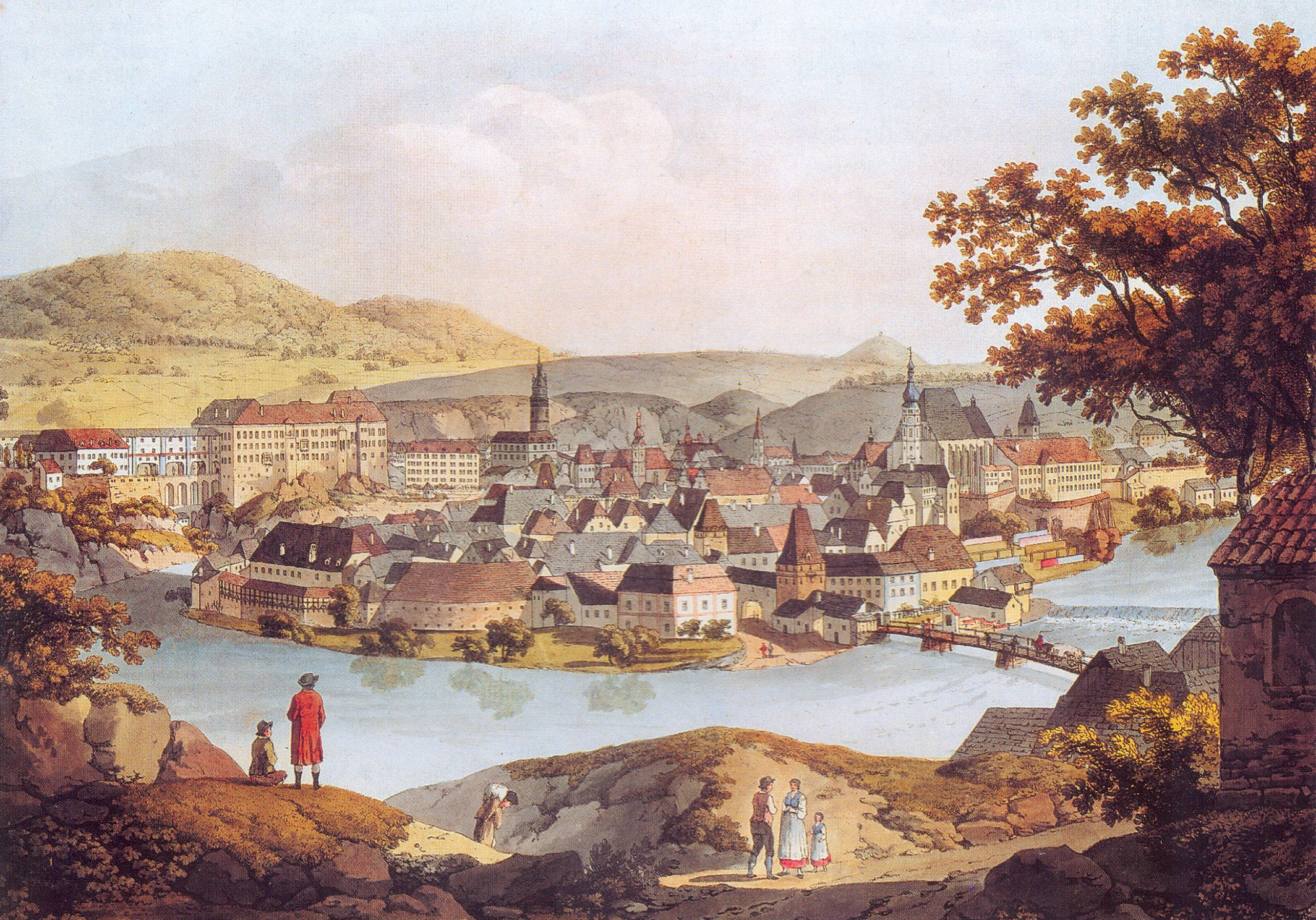
Karel Postl: Český Krumlov, etwa 1810

Karel Postl (* 1769 vermutlich in Bechin; † 15. März 1818 in Prag; auch Postel geschrieben) war ein böhmischer Veduten- und Landschaftsmaler sowie Zeichner und Grafiker des Klassizismus.

## Leben
Der Sohn eines gräflichen Beamten studierte vermutlich an der Wiener Akademie. 1806 bewarb er sich bei dem Verein patriotischer Freunde um die Stelle des Professors – „akademischer Lehrer der Landschaftszeichnung“ – an der neu eingerichteten Schule für Landschaftsmalerei der Prager Akademie, an der er nach seiner Ernennung bis zu seinem Tod lehrte. Unterbrochen war seine Lehrtätigkeit nur nach dem Staatsbankrott von 1811, als die Schule aufgelöst wurde und Postl von Auftragswerken leben musste. Im Jahr 1806 wurde er ebenfalls zum Theatermaler des Ständetheaters ernannt. Er starb an Lungentuberkulose und mit ihm auch die Schule, die erst am 1. Januar 1836 durch Antonín Mánes wiedereröffnet wurde.

## Werke
In seinen Arbeiten ist eine enge gefühlsbezogene Verknüpfung zur Stadt Prag, der er mehrere Werke widmete, unübersehbar. Einen Einfluss auf seine Arbeiten hatte die Wiener Schule, an der er den mitteleuropäischen Einfluss der klassischen Kunst kennenlernte. Er schaffte es, auch die grafischen Elemente alter Holländer in seine Werke umzusetzen. Gemeinsam mit dem Zeichner und Grafiker Antonín Puchera schuf er Ansichtskarten der Kurstädte Teplitz und Karlsbad.

### Bedeutende Werke
- Wiener Panorama, 1804
- Prager Panorama, 1805
- Collection de vues... Bohême, 1803–07
- Felslandschaft im Gewitter, 1806
- Blick auf die Prager Altstadt, 1810
- Ruinen des Klosters der Hl. Anna in Böhmen, 1810
- Vier Tageszeiten, 1810
- Blick auf das Riesengebirge, 1810

## Schüler
- Antonín Mánes, der auch sein letztes Werk beendete
- Václav Alois Berger
- Jiří Döbler
- Vincenc Morstadt
- Josef Šembera
- Antonín Pucherna
- Martin Neureutter